# Santa Rita do Araguaia
Santa Rita do Araguaia là một đô thị thuộc bang Goiás, Brasil. Đô thị này có diện tích 1361,764 km², dân số năm 2007 là 5496 người, mật độ 4 người/km².